# Xichú (kommun)
Xichú är en kommun i Mexiko.   Den ligger i delstaten Guanajuato, i den centrala delen av landet, 230 km norr om huvudstaden Mexico City.
Följande samhällen finns i Xichú:
- Xichú
- La Zábila
- San Diego de las Pitahayas
- Palomas
- El Aguacate
- La Laja
- Puerto de Milagro
- Guadalupe
- El Revolcadero
- La Salitrera
- Cristo Rey
- Llanetes
- Mesa de Chaloc
- Romerillos
- Pinalito de la Gloria
- Planes de San Antonio
- El Charco de Lucas
- La Higuerita
- Puerto del Ocote
- Puerto de Tablas